# Géographie de l'Irlande (pays)
Cet article concerne l'État d'Irlande indépendant. Pour l'île d'Irlande, voir Géographie de l'Irlande. Pour l'Irlande du Nord, voir Géographie de l'Irlande du Nord.
L'Irlande est un pays du Nord-Ouest de l'Europe situé dans l'archipel des îles Britanniques. Il occupe la majeure partie de l'île d'Irlande, le nord-est formant l'Irlande du Nord, une nation constitutive du Royaume-Uni.
Traditionnellement, le pays est divisé en quatre provinces : le Connacht à l'ouest, le Munster au sud, le Leinster à l'est et l'Ulster au nord. Ces provinces sont elles-mêmes divisées en comtés, au nombre de 26.
Le pays s'étend sur 70 273 km2. Sa capitale et plus grande ville est Dublin, les autres grandes villes étant Cork, Limerick et Galway. Le plus long fleuve de l'île est le Shannon (386 km) et le plus grand lac le Lough Corrib (176 km2).
L'Irlande compte deux sites inscrits au patrimoine mondial de l'UNESCO ainsi que six parcs nationaux.

## Situation
L'Irlande est un État insulaire du nord-ouest de l'Europe située dans l'archipel des îles Britanniques. D'une superficie de 70 273 km2, l'Irlande occupe la majeure partie de l'île d'Irlande, séparée de l'Irlande du Nord, une nation constitutive du Royaume-Uni occupant le nord-est de l'île, par la « frontière irlandaise » (Irish border), d'une longueur de 360 km.
L'Irlande est bordée par l'océan Atlantique à l'ouest et au nord, la mer Celtique au sud, la mer d'Irlande et le canal Saint-Georges à l'est qui la séparent de la Grande-Bretagne, l'autre île majeure des îles Britanniques.
Paradoxalement, le point le plus au nord de l'île d'Irlande n'est pas situé en Irlande du Nord : il s'agit de Malin Head dans le comté de Donegal.

## Géographie physique

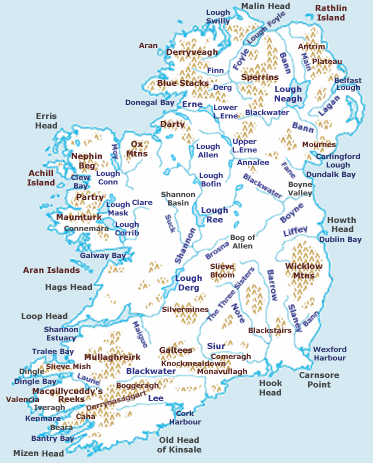
Carte physique de l'île d'Irlande.

### Géologie
La géologie de l'Irlande est assez diverse : les différentes régions du pays abritent des roches d'âge différent, mais toutes vieilles de moins de 2 milliards d'années. Les plus vieilles roches irlandaises connues datent d'il y a 1,7 milliard d'années et se trouvent sur l'île d'Inishtrahull, au large d'Inishowen,, ou, sur l'île principale, aux environs d'Annagh Head dans la péninsule de Mullet. Les formations plus récentes sont des drumlins et des vallées glaciaires datant du dernier âge glaciaire, et les dolines et les spéléothèmes dans les roches calcaires du comté de Clare,.
L'histoire géologique de l'Irlande est très diverse, du volcanisme et des mers tropicales à la dernière période glaciaire. L'Irlande s'est formée en deux parties distinctes, qui se sont ensuite rejointes pour fusionner il y a 440 millions d'années. Du fait de la tectonique et de l'effet de la glace, le niveau de la mer a monté et diminué plusieurs fois. On peut voir le résultat de ce phénomène dans toutes les roches du pays. Enfin, les glaciers ont contribué à façonner le paysage actuel. L'histoire géologique du pays est également responsable de la diversité de sols observable de nos jours : tourbières et des sols bruns ; les montagnes peuvent être en granite, en grès, en calcaire dont des structures karstiques, et des formations basaltiques,,,.

### Topographie

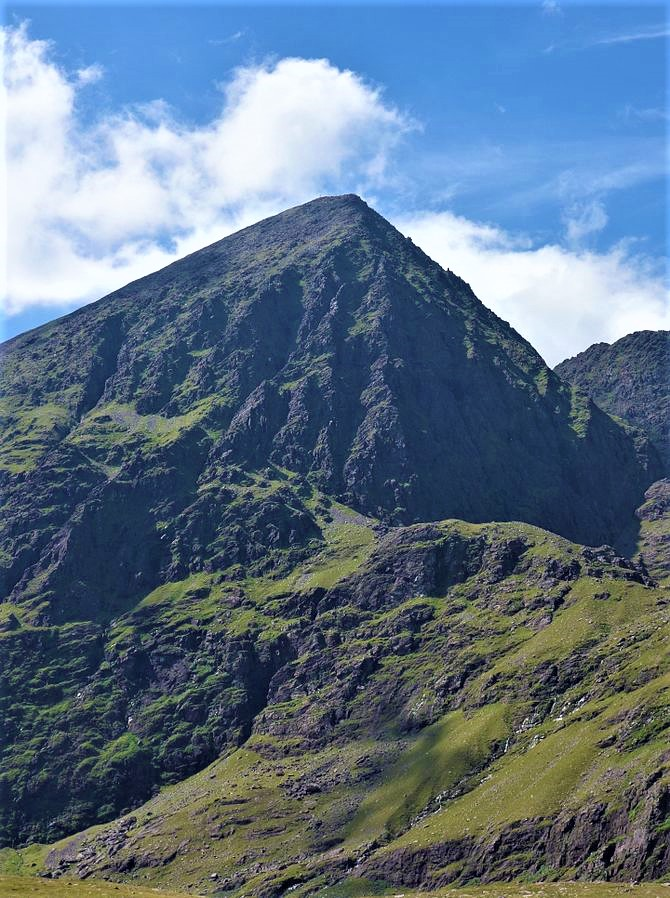
Le Carrauntoohil (1041 m), point culminant de l'Irlande.

Le relief de l'Irlande se caractérise par des montagnes et des collines sur la périphérie et une vaste plaine  basse au centre du pays, les Midlands, ce qui donne à l'île d'Irlande une forme de bol,.
Les principales chaînes du pays sont les Twelve Bens dans le Connemara, les montagnes de Wicklow dans la région de Dublin et les MacGillycuddy's Reeks dans le comté de Kerry dans laquelle on trouve le Carrauntoohil, point culminant du pays (1 041 m d'altitude),.

### Climat
Le climat de l'Irlande, de type océanique, est fortement influencé l'océan Atlantique et caractérisé par sa fraîcheur et son humidité. Les précipitations sont abondantes (1 000 mm de pluie par an dans la moitié ouest du pays) et bien réparties (plus de 200 jours par an). Les hivers sont doux (7 °C en janvier sur la côte sud) et les étés ne sont pas particulièrement chauds (15 °C en juillet). La météo se caractérise par une forte nébulosité et des vents violents sur les sommets et les côtes exposées.
| Mois                              | jan. | fév. | mars | avril | mai  | juin | jui. | août | sep. | oct. | nov. | déc. | année |
| --------------------------------- | ---- | ---- | ---- | ----- | ---- | ---- | ---- | ---- | ---- | ---- | ---- | ---- | ----- |
| Température minimale moyenne (°C) | 2,5  | 2,5  | 3,1  | 4,4   | 6,8  | 9,6  | 11,4 | 11,1 | 9,6  | 7,6  | 4,2  | 3,4  | 6,4   |
| Température moyenne (°C)          | 5    | 5    | 6,3  | 7,9   | 10,5 | 13,4 | 15,1 | 14,9 | 13,1 | 10,6 | 7    | 5,9  | 9,6   |
| Température maximale moyenne (°C) | 7,6  | 7,5  | 9,5  | 11,4  | 14,2 | 17,2 | 18,9 | 18,6 | 16,6 | 13,7 | 9,8  | 8,4  | 12,8  |
| Ensoleillement (h)                | 1,8  | 2,5  | 3,6  | 5,2   | 6,1  | 6    | 5,4  | 5,1  | 4,3  | 3,1  | 2,4  | 1,7  | 3,9   |
| Précipitations (mm)               | 69,5 | 50,4 | 53,5 | 51,1  | 54,8 | 55,8 | 50   | 71,1 | 66,4 | 70,1 | 64,3 | 75,8 | 732,8 |

### Biodiversité

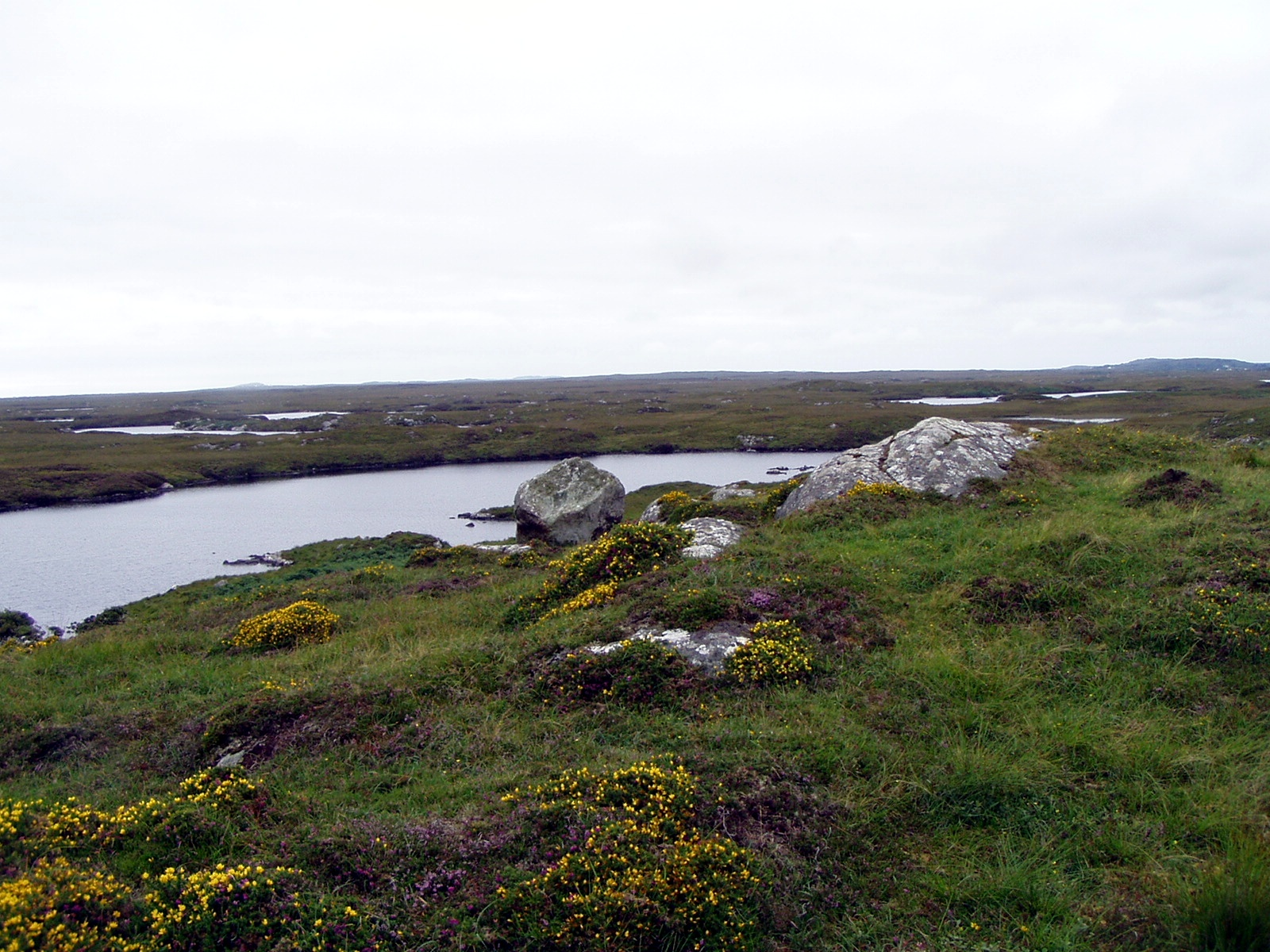
Tourbière dans le Connemara.

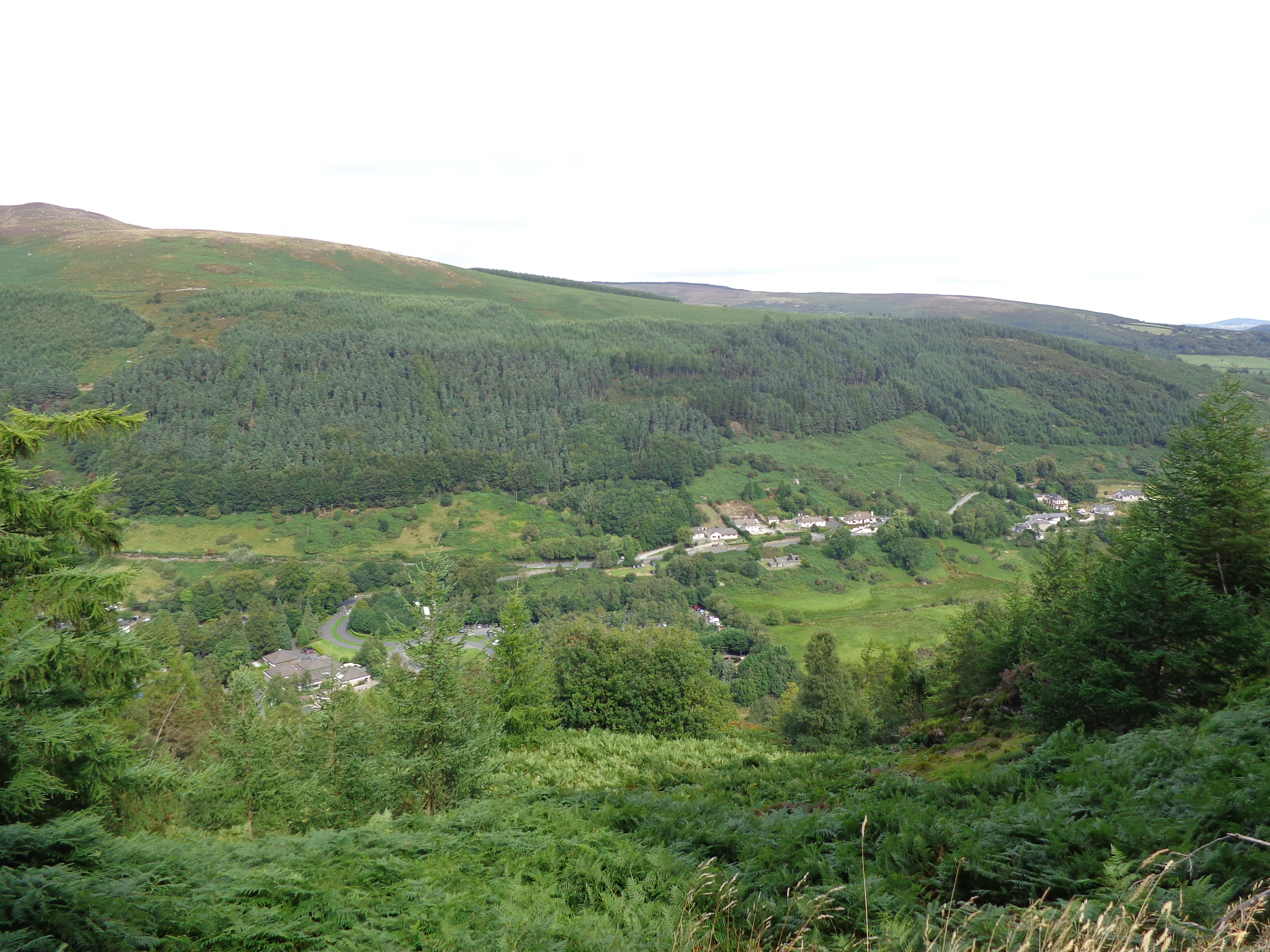
Le Glendalough dans les montagnes de Wicklow.

En raison de la stagnation des eaux, de la faible variation saisonnière des températures et de la violence des vents dans l'Ouest, les conditions sont peu favorables à la croissance des arbres, ce qui fait de l'Irlande le pays le moins boisé d'Europe (2 % en superficie). Néanmoins, la forêt se développe dans les espaces abrités et l'État entreprend de vastes reboisements, notamment dans les montagnes de Wicklow. Les conditions géographiques irlandaises sont favorables à la lande et à la tourbière, cette dernière couvrant 20 % de la surface de l'île. Ces milieux sont propices au développement de plantes basses et spongieuses comme la sphaigne, la linaigrette et la molinie, qui se décomposent en une tourbe acide dont l'épaisseur peut aller jusqu'à plus de 10 m.

## Géographie humaine

### Répartition de la population
En 2013, la population est estimée à 4,6 millions d'habitants. La densité est relativement faible (moins de 65 hab./km2) et le taux d'urbanisation est de 60 %, ce qui nettement inférieur à la moyenne de l'Union européenne.
La plus grande ville du pays est la capitale Dublin, qui, avec 1 million d'habitants, concentre près du quart de la population totale de l'Irlande. Dublin est ainsi loin devant la deuxième ville du pays, Cork, dans le sud, avec 120 000 habitants. Les régions du centre, de l'ouest, et du nord-ouest, notamment le Connemara, sont quant à elles très peu peuplées.

### Découpage administratif

#### Découpage traditionnel
Traditionnellement, l'île d'Irlande est découpée en quatre provinces : le Connacht à l'ouest, le Munster au sud, le Leinster à l'est et l'Ulster au nord. Historiquement, il existait une cinquième province, le Mide, qui fut absorbée par le Leinster. Ces provinces sont héritées de l'organisation gaélique du territoire avant la conquête anglo-normande. Si elles n'ont plus de caractère administratif depuis un millénaire, elles sont fondamentales à la conception du territoire irlandais. Une partie de la province de l'Ulster, dans le nord-est de l'île, n'appartient pas à l'Irlande mais à l'Irlande du Nord, qui fait partie du Royaume-Uni.
Les quatre provinces sont elles-mêmes subdivisées en 32 comtés créés par les Anglais pour administrer le territoire irlandais conquis. Aujourd'hui, seuls 26 comtés appartiennent à l'État d'Irlande puisque les 6 autres forment la partie de l'Ulster constituant l'Irlande du Nord. Si en Irlande du Nord, ces comtés n'ont plus aucun caractère administratif (remplacés par des districts), ils servent encore aujourd'hui de base aux autorités locales irlandaises, à quelques exceptions près : 
- Depuis 1994, le comté de Dublin est fragmenté en 3 comtés : Dún Laoghaire-Rathdown, Fingal et Dublin Sud.
- Les villes de Dublin, Cork, Galway, Limerick et Waterford sont gérées indépendamment de leur comté.
- Entre 1898 et 2014, le comté de Tipperary fut subdivisé en Tipperary-Nord et Tipperary-Sud. Depuis 2014 cependant, le comté est réunifié.

#### Découpage actuel
Le découpage administratif actuel de l'Irlande est basé sur la nomenclature des unités territoriales statistiques (NUTS) définie par Eurostat. Le pays n'utilise pas le premier niveau de NUTS (l'État entier est compris dans une seule région).
L'Irlande est découpé en deux régions statistiques (NUTS 2) : Border, Midland and Western au nord et Southern and Eastern au sud. Elles-mêmes sont divisées en huit autorités régionales (NUTS 3).
Le pays est subdivisé en 31 autorités locales correspondant au premier niveau d'unités administratives locales du NUTS. Le territoire de ces autorités locales est basé sur les comtés traditionnels et les cités indépendantes (Dublin, Cork, Galway, Limerick et Waterford),.
Enfin, le deuxième niveau d'unités administratives locales en Irlande correspond aux 3 441 divisions électorales.

### Transports

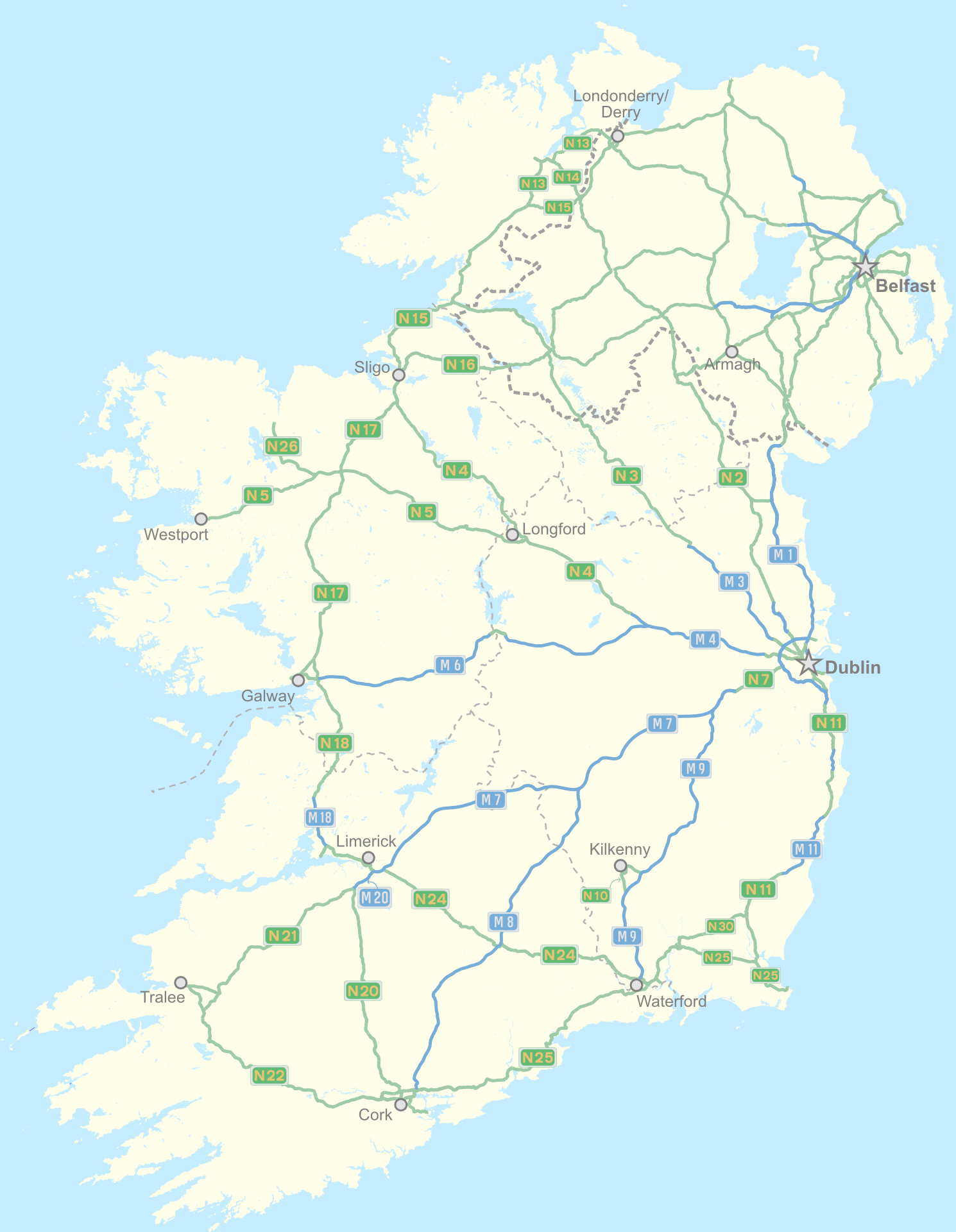
Axes routiers majeurs en Irlande.

Réseau ferroviaire de l'Irlande.

L'Irlande possède de nombreux ports sur toute sa côte, le plus important étant le port de Dublin.
L'Irlande possède cinq aéroports internationaux majeurs : Dublin (24 962 518 passagers en 2015), Cork (2 065 678 passagers), Shannon (1 680 272 passagers), Knock-Irlande Ouest (684 671 passagers) et Kerry (303 039 passagers).

## Zones protégées

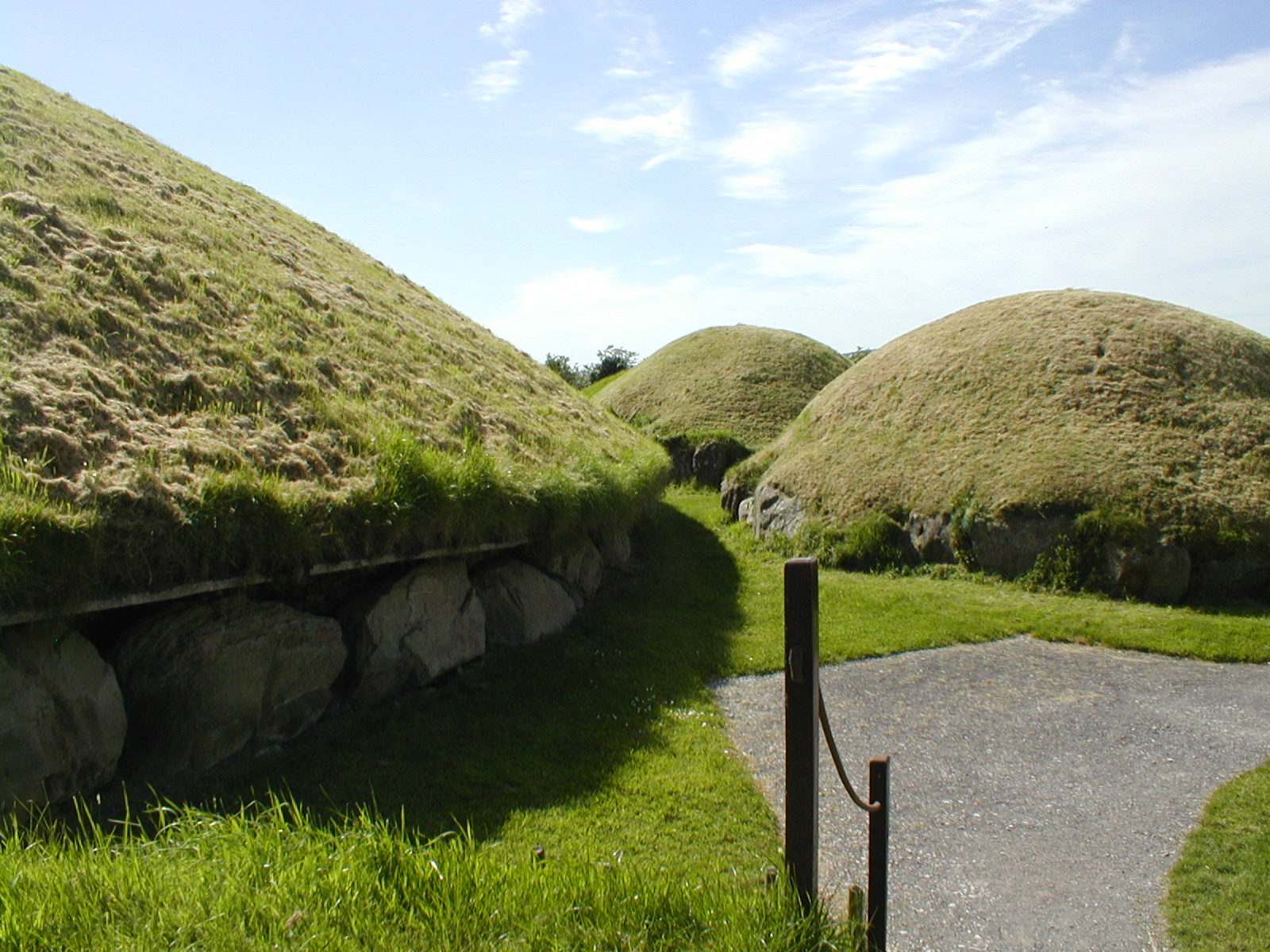
Tumuli à Brú na Bóinne.

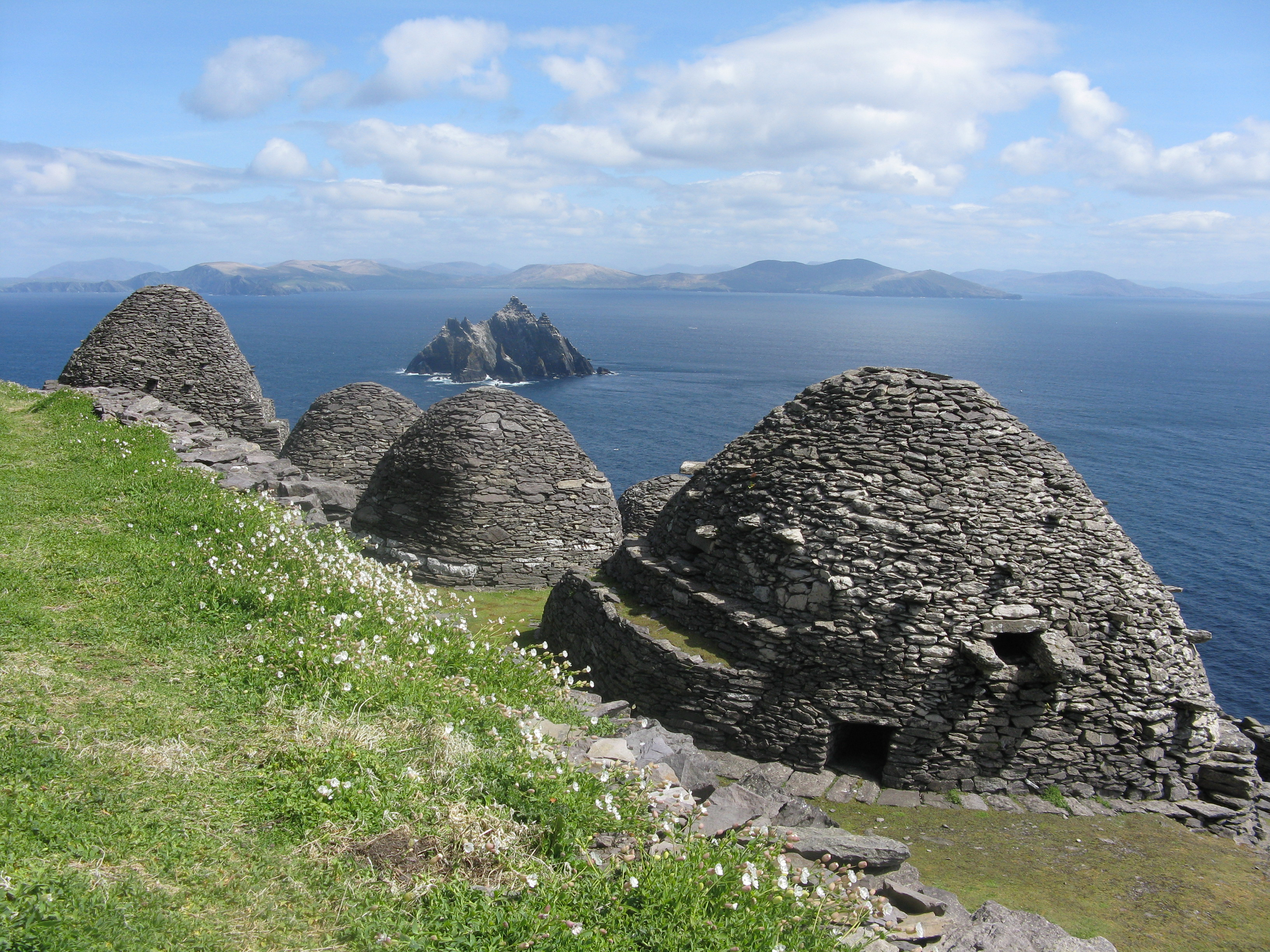
Monastère de Sceilg Mhichíl.

L'Irlande compte deux sites inscrits au patrimoine mondial de l'UNESCO, tous deux classés comme « bien culturel » : 
- Brú na Bóinne ou « ensemble archéologique de la Vallée de la Boyne », trois sites préhistoriques sur la rive nord de la Boyne, à 50 km au nord de Dublin[26]
- Sceilg Mhichíl (anglicisé Skellig Michael), un îlot rocheux du sud-ouest du pays où s'est installée une communauté chrétienne du haut Moyen Âge[27]

Par ailleurs, le pays compte 7 sites inscrits sur sa liste indicative au patrimoine mondial, c'est-à-dire des sites que l'État a l'intention de faire inscrire au patrimoine mondial.
Le National Parks and Wildlife Service, un organisme dépendant du Department of Arts, Heritage, Regional, Rural and Gaeltacht Affairs, gère plusieurs aires protégées, dont six parcs nationaux : Ballycroy, Burren, Connemara, Glenveagh, Killarney et Wicklow.

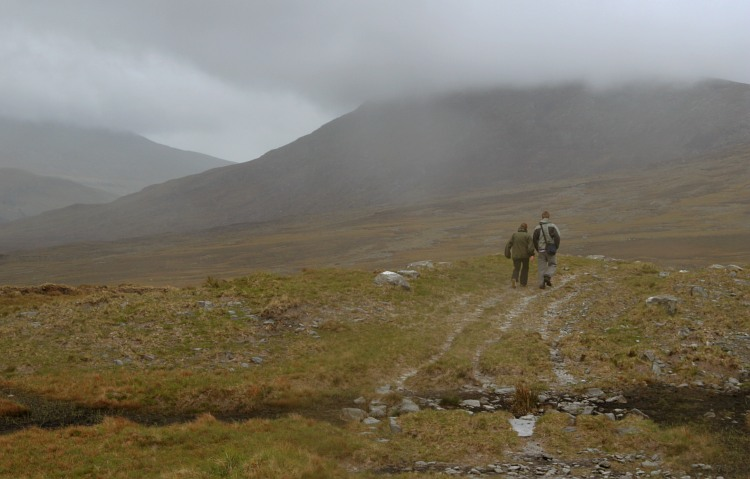
Parc national de Ballycroy.
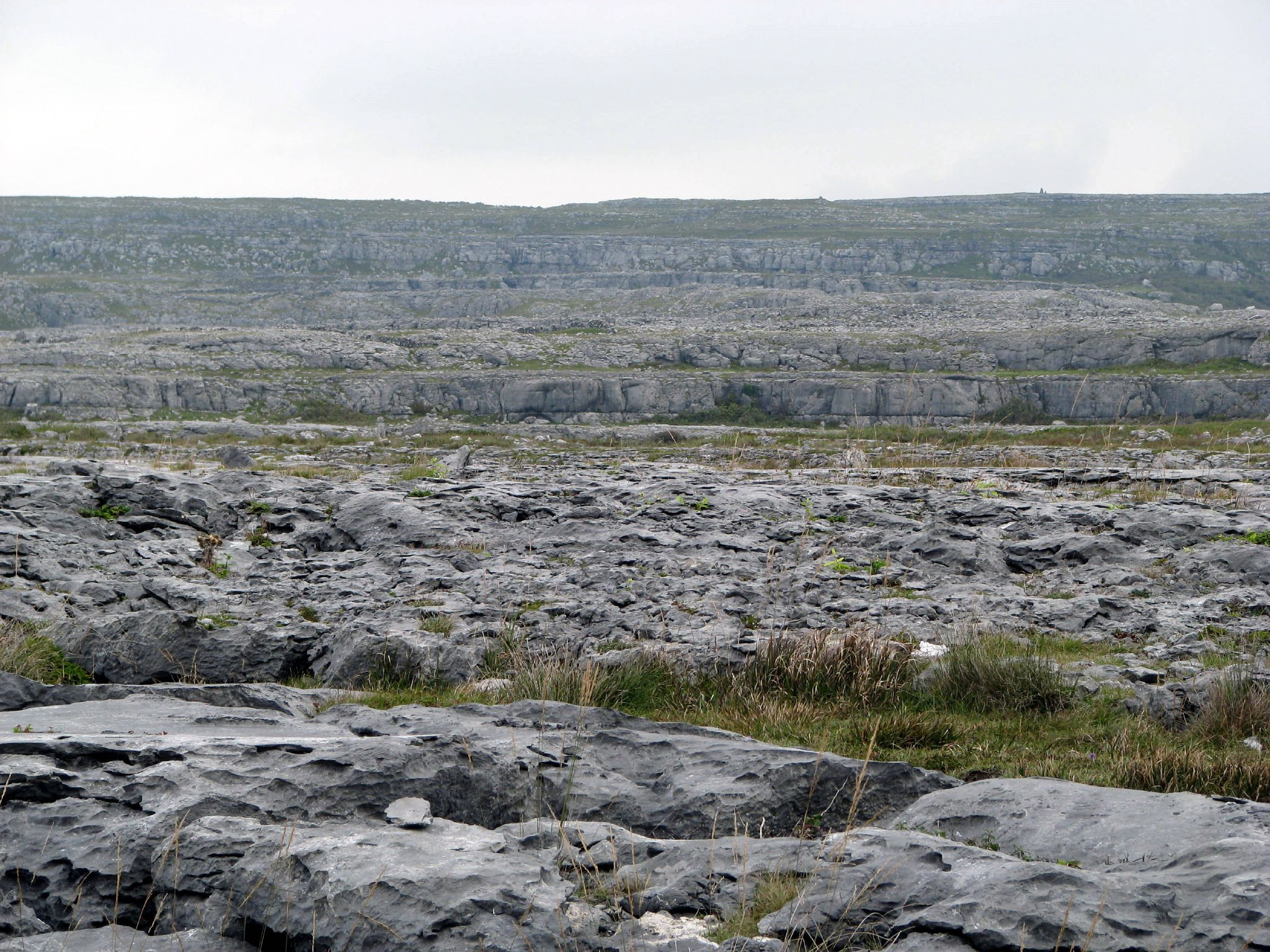
Paysage typique du parc national du Burren.
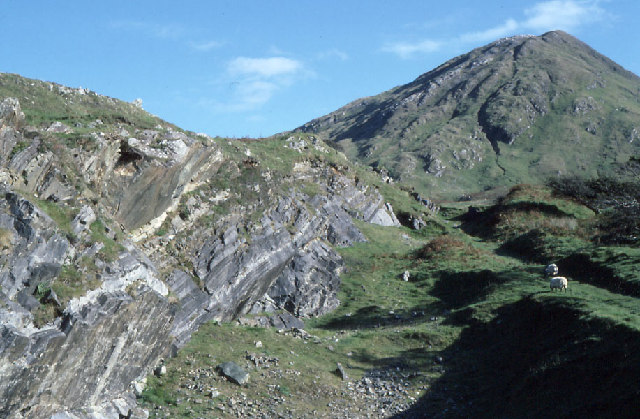
Diamond Hill dans le parc national du Connemara.
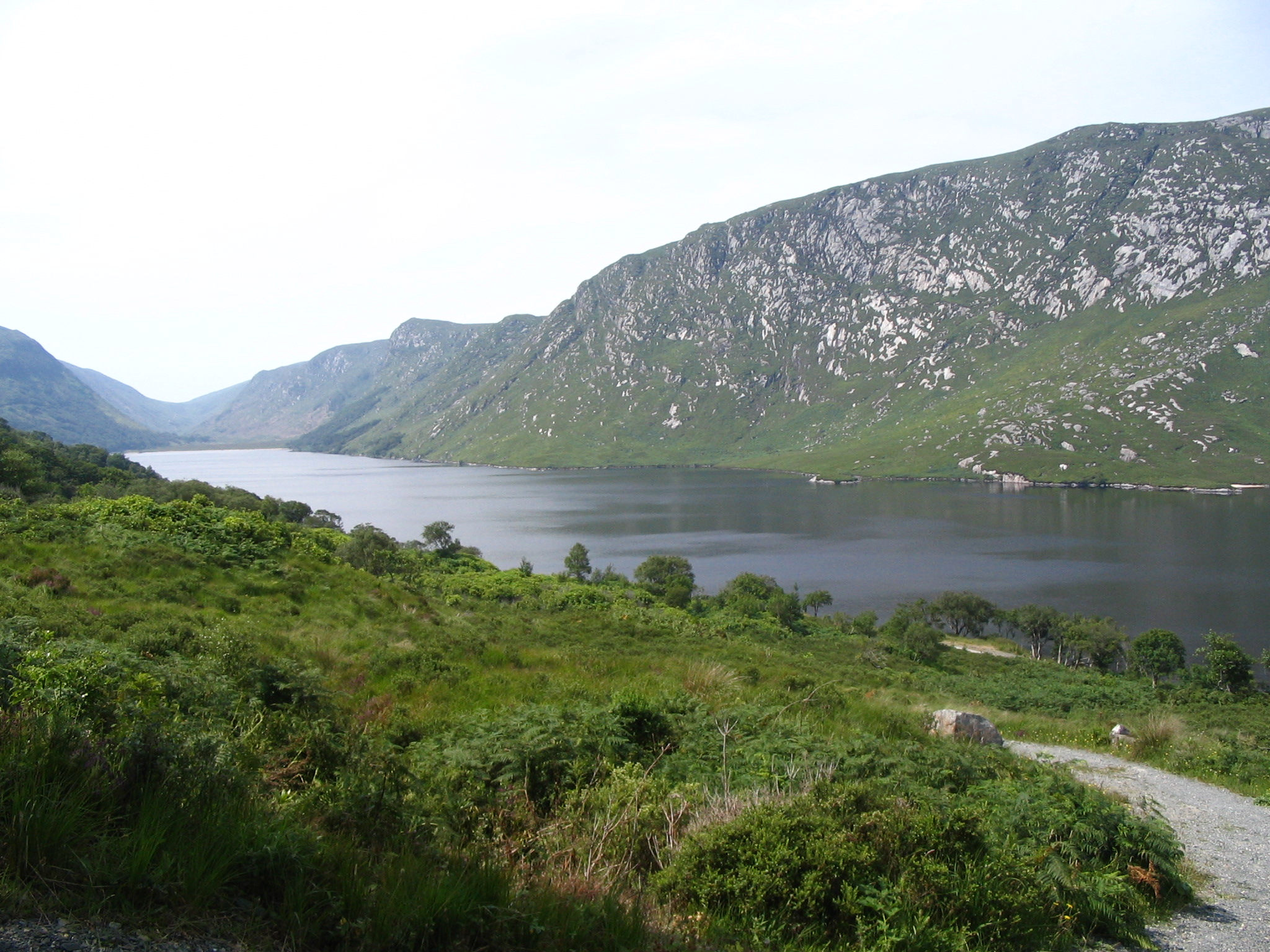
Parc national de Glenveagh.
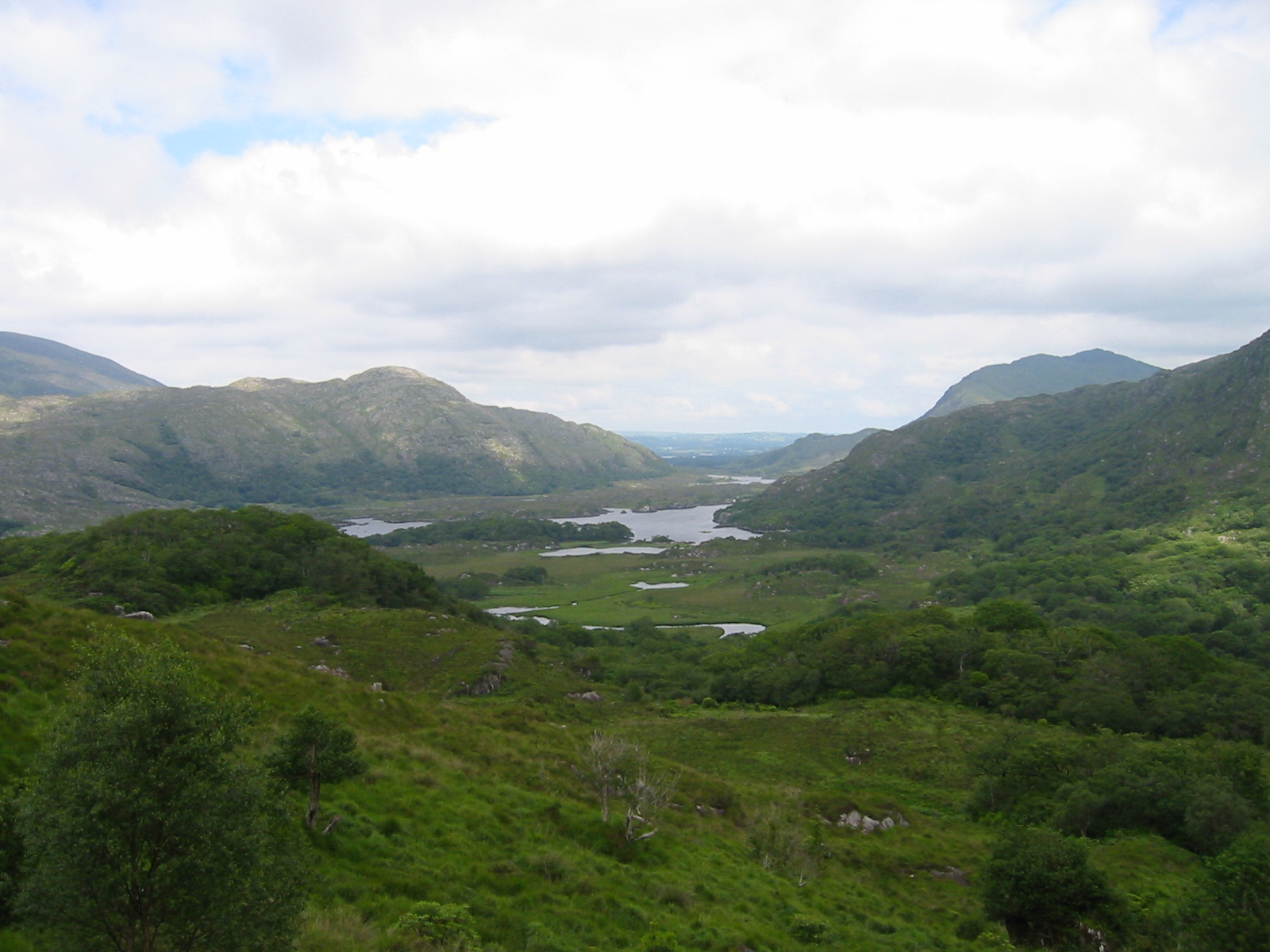
Lacs de Killarney dans le parc éponyme.
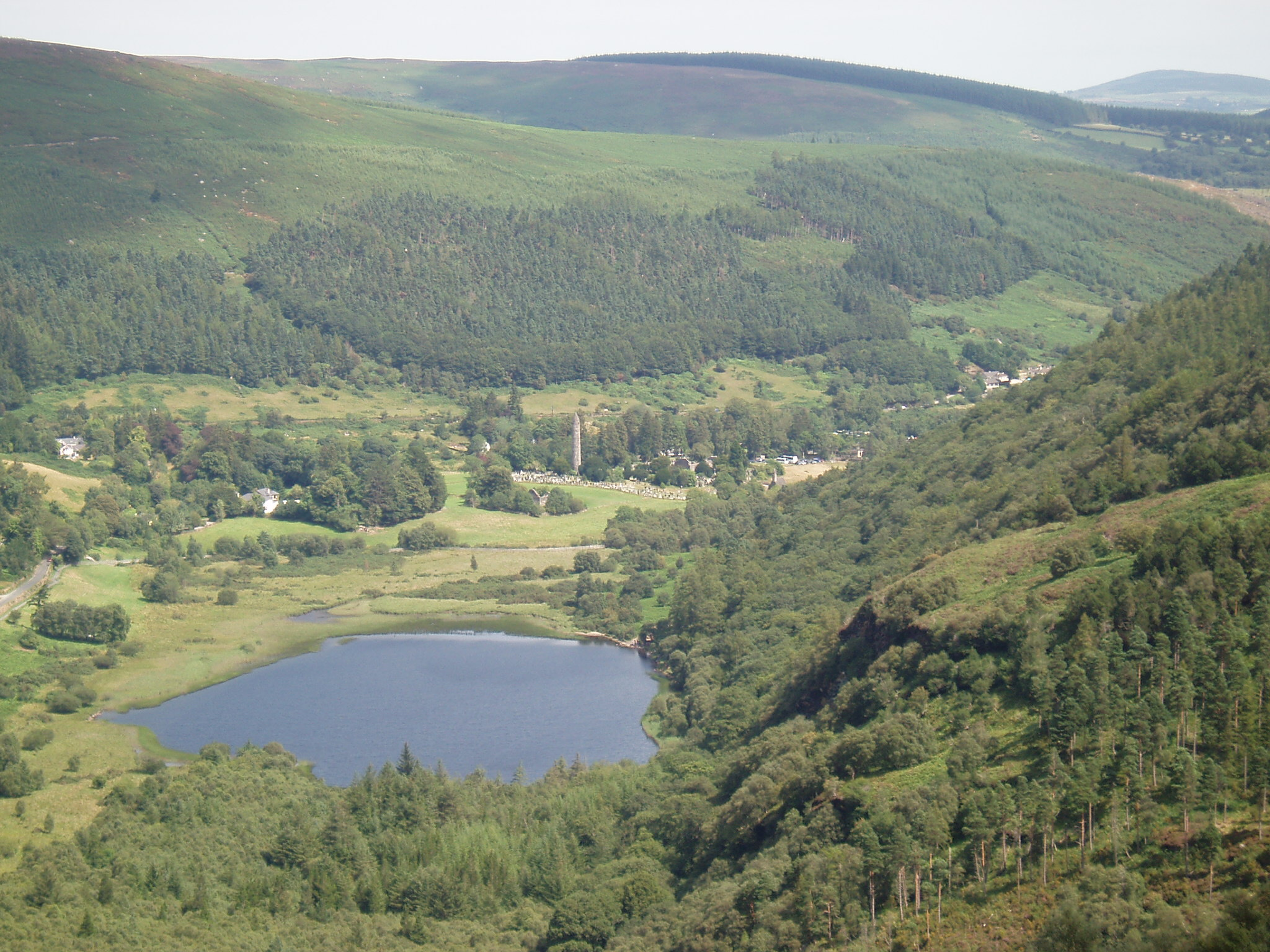
Le Glendalough dans le parc national des montagnes de Wicklow.